# 카를 토마스
카를 토마스(독일어: Karl Thomas, 1783년 7월 18일~1849년 11월 3일)는 19세기 프로이센 군주국 시대의 뢰벤스타인 베르트하임 로젠베르크 공(公)이었다. 1814년 프로이센 육군 중령으로 전역(중령 예편)한 이후에는, 한때 1818년 외교관 등으로도 잠시 활약하였다.

## 일생
1802년에 프로이센 육군 소위로 임관(19세 시절에 육군 장교 소위 임관)하여, 이후 거듭 진급한 그는, 훗날 나폴레옹 전쟁에 프로이센 육군 장교로 참전하였으며, 1814년 2월 15일을 기하여 프로이센 육군의 중령으로 예편하였다.
그 후 1818년부터 1819년까지 한 1년 1개월 넘는 남짓 동안, 프리드리히 빌헬름 시대의 프로이센의 오스트리아 주재 외교친선특사 등을 잠시 지냈으며, 프란츠 2세(당시 오스트리아 제국 군주)를 알현(謁見)할 당시, 프란츠 황제와, 제국의 후작 메테르니히 외무장관이, 그들 각자각자로, 친히 선뜻 내미는 악수를 모두 받기도 하였다.

## 가족 관계
그리고 다른 한편, 그는 배다른 5남 5녀(10남매) 가운데 장남(셋째)인데, 그의 아버지 도미니크 콘스탄틴(생몰: 1762년~1814년)은 첫 부인인 친어머니 레오폴디네 바르텐슈타인(1805년 하세)과 1781년에 결혼했으나 1805년에 상배 후, 1806년에 두번째 부인인 새어머니 마리아 크레셴티아(1850년 하세.)와 재혼했고, 1814년에 향년 52세로 하세하였다.